# 马丁·诺特
马丁·诺特（德語：Martin Noth，1902年8月3日—1968年5月30日），德國的希伯來聖經權威學者。与学者格哈德·冯·拉德首倡以历史进路来研究圣经。

## 早期的生活和教育
马丁·诺特出生在德国 德累斯顿萨克森王国。他于1926年在格赖夫斯瓦尔德大学获得博士学位。

## 一生贡献
他是一位国际知名的希伯来文化学者和讲师。特别专长于研究出埃及前的希伯来历史研究专家。与学者格哈德·冯·拉德开创了以传统历史进路的圣经研究方法，强调於传统口传形成圣经文本的作用。